# Társis (cidade)

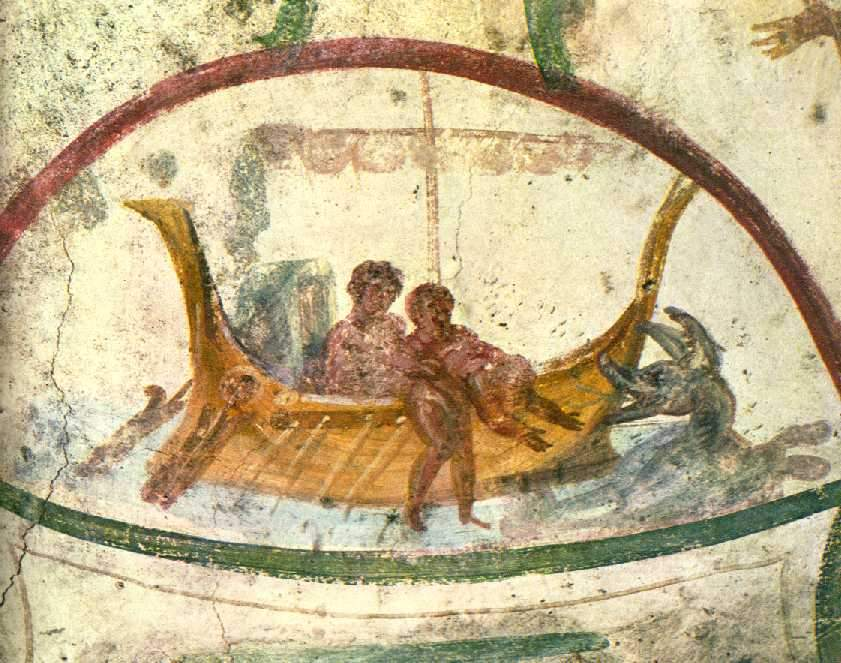
Jonas partiu de Jafa com destino a Társis, mas foi impedido. Pintura mural de uma catacumba de Roma.

Társis é uma cidade ou local, mencionado no Antigo Testamento, mas cuja localização não foi determinada, indo desde um porto no Oceano Índico até Cartago ou um porto fenício na Espanha.
Segundo o Easton's Bible Dictionary, a palavra, anglicizada como tarshish, é de origem sânscrita ou ariana, e significa a costa do mar..
A localização de Társis poderia ser:
- Uma cidade do Leste, na costa do Oceano Índico, com base em que navios de Társis saíram de Eziongeber, no Mar Vermelho.[2][3][4]
- Cartago
- Um porto fenício na Espanha, localizado entre as duas bocas do rio Guadalquivir. Esta era a localização destino do navio que levou o profeta Jonas, quando ele navegou de Jope.

A expressão navios de Társis, possivelmente, se referia a uma classe de navios:
- Navios destinados a longas viagens[5][5]
- Navios de grande tamanho, preparados para navegar no mar; assim foram denominados os navios do rei Salomão.[6][7]

Adam Clarke, sobre Isaías 23:1, interpreta navios de Társis de forma literal, ou seja, que a destruição da parte terrestre de Tiro por Nabucodonosor, após treze anos de cerco, seria anunciada em Chittim (as ilhas e costas do Mediterrâneo) e as colônias fenícias de Cartago, na África, e Tartessos (Társis) na Espanha.